# Verticordia verticordina
Verticordia verticordina là một loài thực vật có hoa trong Họ Đào kim nương. Loài này được (F.Muell.) A.S.George miêu tả khoa học đầu tiên năm 1991.